# Albert Schreiner (Geologe)
Albert Schreiner (* 20. Oktober 1923 in Tübingen; † 15. März 2016 in Gundelfingen-Wildtal) war ein deutscher Geologe.
Schreiner wuchs in Tübingen auf, legte dort 1941 das Abitur ab und war dann im Kriegsdienst bei der Marine und in englischer Gefangenschaft. Ab 1947 studierte er Geologie in Tübingen und ein Jahr in Göttingen. 1950 legte er sein Staatsexamen ab und wurde bei Georg Wagner in Tübingen promoviert (Die Entstehung des Wurzacher Beckens). Danach kartierte er im Auftrag der französischen Besatzung bei der Zweigstelle des Geologischen Landesamts in Tübingen und unter Leitung von Georg Wagner in Oberschwaben und befasste sich mit nutzbaren Lagerstätten in Baden-Württemberg (Lagerstättenkarte) und beriet Firmen. 1952 wechselte er in den Schuldienst, kehrte aber 1954 zurück, um an der geologischen Begleitung der Fernwasserleitung vom Bodensee nach Stuttgart mitzuwirken. 1955 wurde er Angestellter des Geologischen Landesamts in Freiburg im Breisgau und war für den Bodenseebereich und Hegau zuständig. Er beriet dort als Geologe und kartierte. 1975 wurde er Leiter der Abteilung Geologische Landesaufnahme und Lagerstätten, wurde 1979 leitender Regierungsdirektor und später leitender Geologiedirektor. 1984 wurde er Honorarprofessor an der Universität Stuttgart. Dort und in Freiburg lehrte er Quartärgeologie. 1988 ging er in den Ruhestand, war aber weiter wissenschaftlich aktiv.
Er untersuchte besonders die Geologie des westlichen Bodenseegebiets (Pleistozän des Rheingletschers), worüber er einen geologischen Führer veröffentlichte. Er leitete zeitweise das DFG-Forschungsvorhaben Interglaziale im Rheingletschergebiet, wofür zahlreiche Bohrungen niedergebracht wurden. Von ihm und Mitarbeitern stammen 20 geologische Karten 1:25.000 aus dem Bodensee-Hegau-Gebiet (z. B. Bad Wurznach, Hinterzarten, Todtnau). Außerdem war er Mitarbeiter der Geologischen Karten Freiburg und Umgebung (1977, 3. Auflage 1997), Konstanz (1991), der Übersichtskarte Deutschland und Baden-Württemberg 1:500.000 (1989, 2. Auflage 1998). Mit Wolfgang Hahn erarbeitete er 1971 eine neue stratigraphische Gliederung des Jura von Baden-Württemberg, die aber zugunsten der der internationalen stratigraphischen Kommission aufgegeben wurde. 1981 führte er die Haslach-Kaltzeit zwischen Mindel- und Günz-Kaltzeit ein. 1982 und 1989 erarbeitete er eine neue stratigraphische Gliederung der Riß-Kaltzeit.
1983 wurde er Ehrenmitglied des Oberrheinischen Geologischen Vereins.

## Schriften
- Hegau und westlicher Bodensee. (= Sammlung Geologischer Führer. 62). 3., berichtigte Auflage. Borntraeger, 2008, ISBN 978-3-443-15083-9.
- Einführung in die Quartärgeologie. 2. Auflage. Schweizerbart, 1992, ISBN 3-510-65152-9.